# Mémoires de la Société d'Histoire Naturelle de Strasbourg
Mémoires de la Société d'Histoire Naturelle de Strasbourg (abreviado Mém. Soc. Hist. Nat. Strasbourg) fue una revista ilustrada con descripciones botánicas que fue editada en Francia. Se publicó 1 número en 1830. Fue reemplazada por Mémoires de la Société du Muséum d'Histoire Naturelle de Strasbourg.